# سبد سافاني
سبد سافاني (الاسم العلمي: Caprimulgus affinis) هو نوع من جنس سبد.